# Piatra Neamț
Piatra Neamț (Karácsonkő en hongrois littéralement « stèle de Korotchoun » et Kreuzburg an der Bistritz en allemand soit « forteresse de la Croix sur la Bistrița ») est une ville pittoresque du nord-est de la Roumanie en Moldavie. Elle est le chef-lieu du județ de Neamț et le chef-lieu de la région de développement du nord-est et comptait 85 055 habitants en 2011.
La ville de Piatra Neamț inclut administrativement les villages de Ciriței, Doamna et Văleni.

## Étymologie
Le nom de la ville est dérivé des mots piatra (pierre en roumain) et neamț (allemand en roumain).
Elle a d'abord été nommée Piatra lui Crăciun (« stèle de Korotchoun »), puis Târgu Piatra (« Marché, bourg de la stèle ») et enfin Piatra auquel fut adjoint Neamț en raison de la présence de maîtres-architectes et tailleurs de pierre d'origine allemande en Moldavie au Moyen Âge, notamment sous le règne d'Étienne le Grand qui en fait le chef-lieu d'un ținut (comté).

## Géographie

Plan de la ville.

Piatra Neamț est située à la limite des Carpates orientales, dans la vallée de la Bistrița, sur la rive gauche de la rivière qui est un affluent du Siret, à son confluent avec le Cuejdiu, au long duquel la ville se prolonge vers le nord. Elle se situe à une altitude moyenne de 315 m, entre plusieurs massifs de moyenne montagne comme le Mont Cozla (altitude 679 m), le Mont Cernegura (point culminant de la cité 852 m), le Mont Cârloman (617 m), le Mont Petricica (590 m) et le Mont Bâtca Doamnei (590 m.
Piatra Neamț est située à 350 km au nord de Bucarest, à 130 km à l'ouest de Iași et à 60 km au nord-ouest de Bacău.

## Histoire

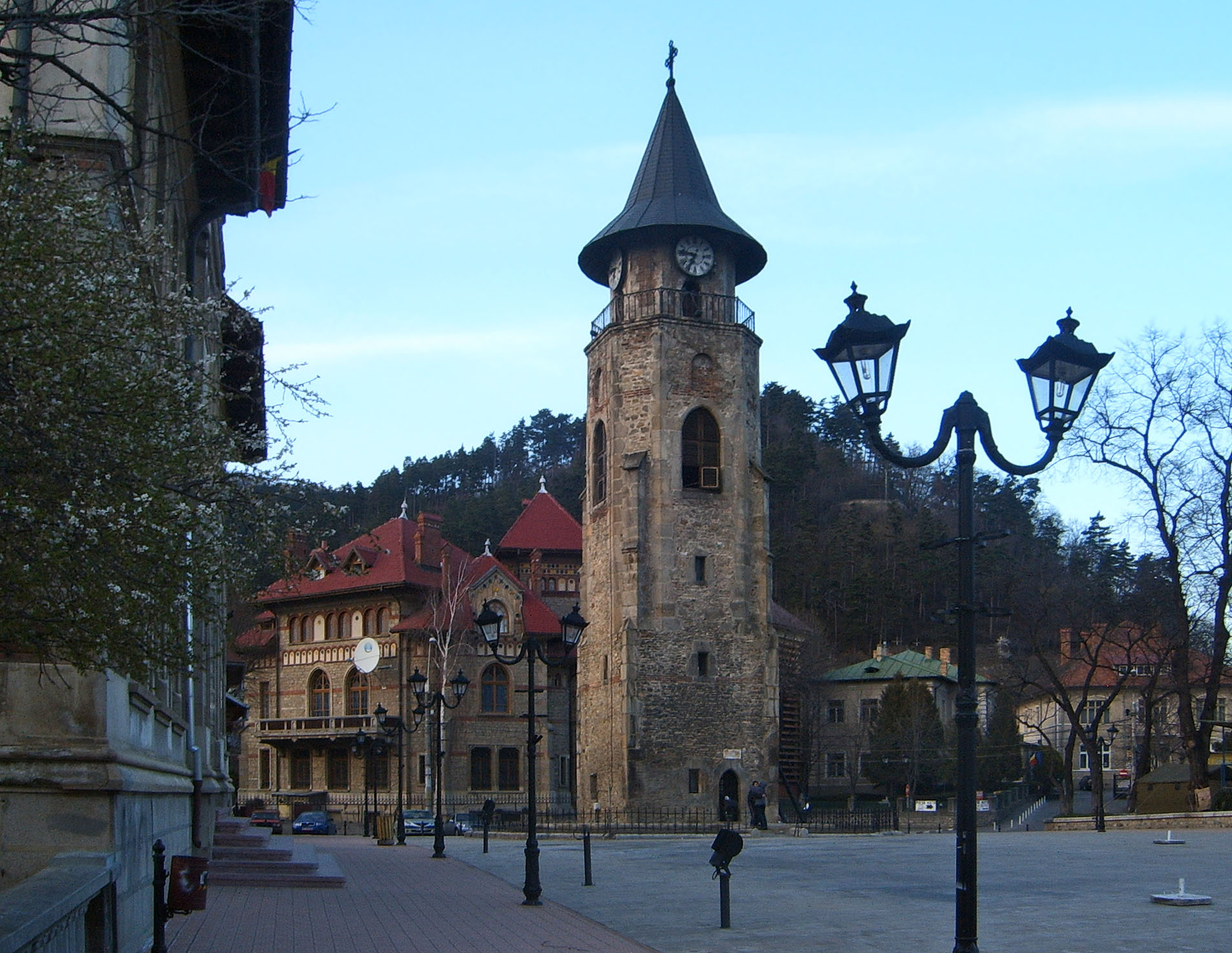
La Tour de Ștefan cel Mare.

Le site de Piatra Neamț fait partie des lieux les plus anciennement peuplés de Roumanie. On a trouvé des traces de peuplement datant de la période paléolithique (Paléolithique moyen, -100 000 ans). De nombreuses traces ont également été trouvés datant de la civilisation de Coucouteni-Tripolie (-3 600 à -2 600) ainsi que du Néolithique et de l'Âge du bronze.
Pendant l'antiquité, elle faisait partie de la Dacie et était habitée par les Carpiens dont les Carpates ont gardé le nom. Lors de campagnes de fouilles archéologiques ont été exhumées les traces de la ville dace de Petrodava citée par Ptolémée dans sa Géographie. On a aussi trouvé une fortification dace sur le mont Bâtca Doamnei. Suivent les invasions barbares : après le passage des Goths et de nombreux peuples cavaliers nomades d'origines diverses, quatre cultures vont dominer la région de Piatra Neamț : celle des Slaves (arrivés au VIe siècle et qui, d'après l'ancien nom de la ville, devaient avoir ici un sanctuaire dédié à Korochoun), celle des Iasses (des Alains arrivés au XIIe siècle et dont la ville de Iași perpétue le nom), celle des Magyars (arrivés au IXe siècle, qui appellent la région Etelköz et dont l'actuelle minorité des Csángós perpétue la présence) et celle des Coumans (arrivés au XIIIe siècle), tous assimilés au fil du temps par les Proto-roumains qui finissent, en 1359, par émanciper leur principauté de Moldavie des tutelles ruthène et hongroise.

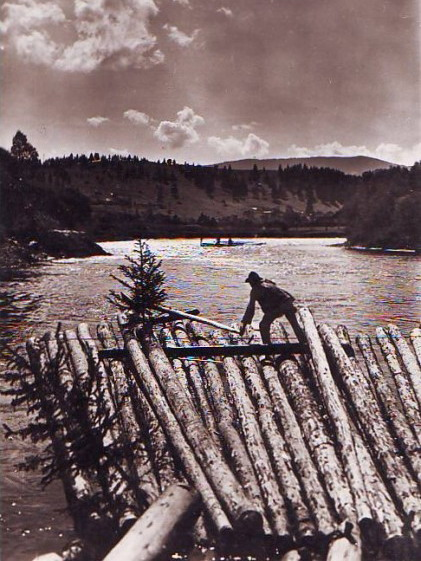
Flottage du bois sur la Bistrița, en 1910.

Le premier noyau urbain de la ville actuelle a été fondé sous le règne de Petru Ier de Moldavie entre 1375 et 1391. Sous le règne d'Étienne le Grand furent construits le palais de la Cour princière en 1491, la basilique en 1497-1498 et la Tour d’Étienne le Grand (Turnul lui Ștefan cel Mare) en 1499. Les voïvodes séjournaient souvent dans la ville à l'occasion de leurs chasses.
En 1859, la Moldavie, en s'unissant à la Valachie, forme la Roumanie : Piatra Neamț est depuis lors une ville roumaine. En 1885, le chemin de fer arrive à Piatra Neamț et en 1894, on installe l'éclairage public, fourni par une centrale hydroélectrique. Des scieries s'installent en ville, pour réceptionner le bois descendu des Carpates par flottage sur la Bistrița. Quelques années plus tard, en 1897 était fondé le premier lycée « Petru-Rareș » qui existe toujours.
Pendant la Première et la Seconde guerre mondiale, Piatra Neamț subit destructions et pillages car elle se trouve à chaque fois sur la ligne de front, prise en étau entre d'un côté, à l'Ouest, les armées allemandes (impériale, puis Wehrmacht) et de l'autre côté, à l'Est, les armées roumaines et russes (tsariste puis soviétique).
Comme toute la Roumanie, Piatra Neamț a subi les régimes dictatoriaux carliste, fasciste et communiste de février 1938 à décembre 1989, mais connaît à nouveau la démocratie depuis 1990.

## Démographie

### Ethnies
La ville de Piatra Neamț a abrité une prospère et importante communauté juive (8 489 personnes en 1907 soit 50 % de la population, 7 595 personnes en 1930, 24 % de la population totale) qui a en grande partie échappé aux persécutions et crimes de la Seconde Guerre mondiale. Toutefois, alors qu'ils étaient encore 7 000 en 1948, la plupart d'entre eux, fuyant le régime communiste, a émigré vers Israël et l'Occident.
En 2011, la ville de Piatra Neamț a une population très majoritairement roumaine (89,0 %), 9,8 % de la population de souhaitant pas répondre à cette question, et 1,27 % appartenant à une autre ethnie.

### Religions
En 2011, la composition religieuse de la commune était la suivante :
- Chrétiens orthodoxes, 87,14 % ;
- Catholiques romains, 1,63 % ;
- Inconnue, 9,85 % ;
- Autre, 1,36 %.

## Politique
| Parti | Parti                                                                            | Sièges | Statut |
| ----- | -------------------------------------------------------------------------------- | ------ | ------ |
|       | Parti national libéral (PNL)                                                     | 9      |        |
|       | Parti social-démocrate-Union nationale pour le progrès de la Roumanie (PSD-UNPR) | 8      |        |
|       | Alliance des libéraux et démocrates (ALDE)                                       | 3      |        |

## Économie
Pendant la période communiste, Piatra Neamț a été industrialisée, avec d'énormes combinats de produits chimiques dont les effluents ont éradiqué toute vie dans la Bistrița, nécessitant une restauration écologique difficile après la chute de la dictature. Ces usines surdimensionnées se sont révélées vétustes et non rentables dans l'économie de marché : la plupart ont fermé leurs portes, quelques-unes ont été privatisées, et l'activité des zones industrielles situées dans le village de Săvinești, à 11 km au sud de la ville, s'est fortement réduite. Certaines activités ont été reprises par le groupe italien « Radici ». Des usines de fabrication d'engrais, de pâte à papier, de produits alimentaires, de fibres synthétiques (Rifil), de fabrication de peinture (Köber), de téléphones mobiles (Dasimpex) et d'électronique (Media Galaxy, filiale du groupe américain Altex) sont encore en activité à Piatra Neamț.
La ville mise d'autre part sur le développement du tourisme car elle possède de nombreux atouts tant culturels que naturels.

## Transports

### Transports urbains
Piatra Neamț dispose d'un réseau de transports publics urbain (autobus et trolleybus) géré par une Régie Municipale. Le trolleybus de Piatra Neamț entretient ses véhicules anciens ou et en a acheté d'occasion, pour faire des économies. Les autobus de Piatra Neamț sont gérés par la même compagnie que les trolleybus, tandis que les services de minibus sont offerts par ces compagnies privées.

### Liaisons routières
Piatra Neamț est traversée par la route nationale DN15 qui permet de rejoindre Târgu Mureș à l'ouest et Bacău puis Bucarest au sud. Les principaux autres itinéraires partant de Piatra Neamț sont les suivants :
- la route nationale DN15D rejoignant Roman et Iași vers l'est.
- la route nationale DN15C rejoignant Târgu Neamț et Suceava vers le nord.
- la route nationale DN12C rejoignant Gheorgheni et Miercurea-Ciuc vers le sud-est.

### Liaisons ferroviaires
Piatra Neamț est desservie par les Chemins de fer roumains (CFR, Căile Ferate Române) et elle est située sur la ligne Bacău-Piatra Neamț-Bicaz.

### Liaisons aériennes
C'est l'aéroport international Georges-Enesco à Bacău qui est le plus proche de Piatra Neamț, la géographie de la ville n'étant pas compatible avec une telle infrastructure.

## Culture

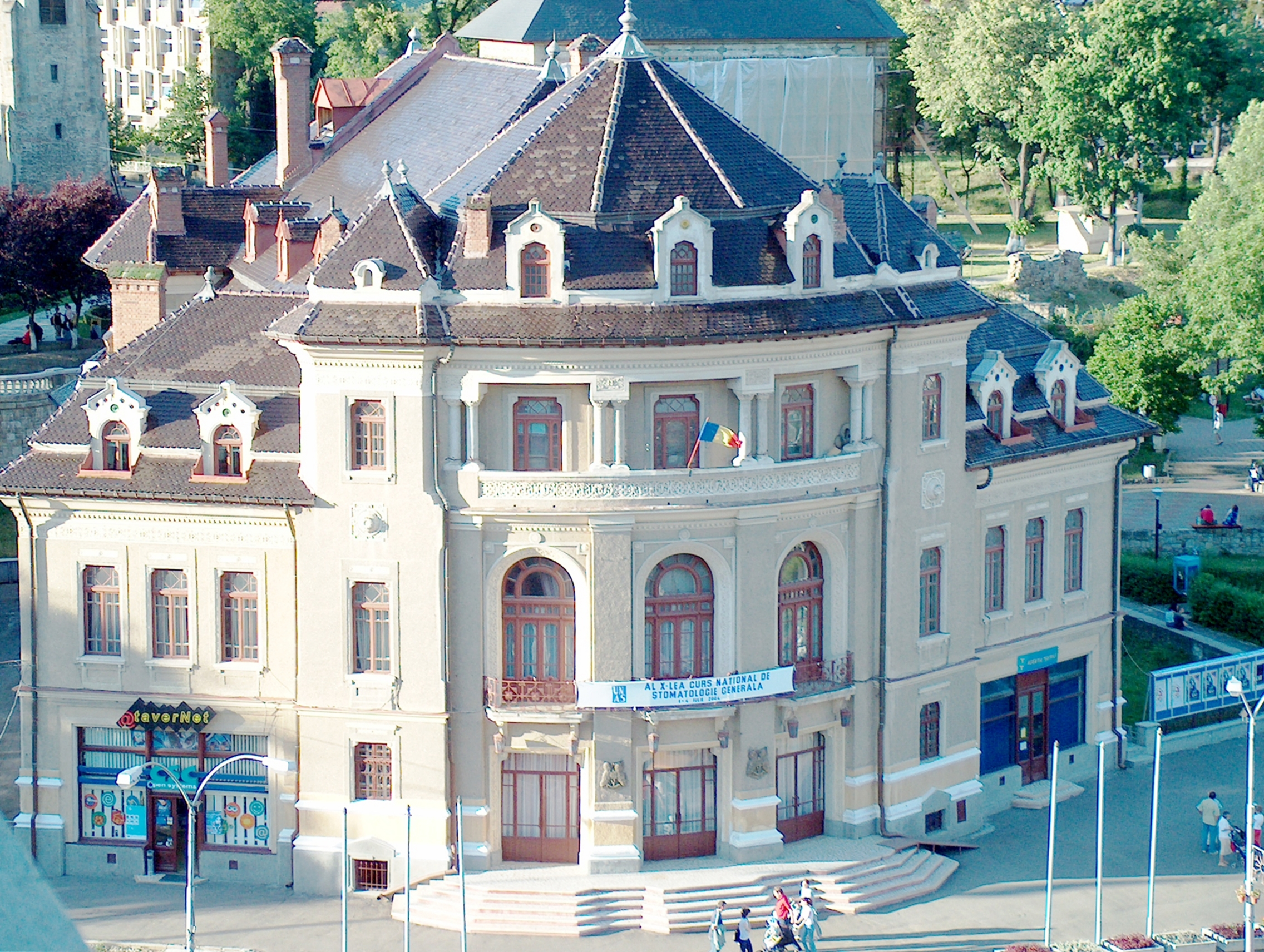
Théâtre de la jeunesse (Teatrul Tineretului).

La ville dispose de nombreux équipements culturels dont les plus réputés sont :
- Le Théâtre de la Jeunesse (Teatrul Tineretului), très célèbre en Roumanie pour la qualité de ses spectacles.
- La Bibliothèque « G. T. Kirileanu », créée en 1869.
- L'École des Beaux-Arts « Victor Brauner ».

De nombreux festivals sont organisés dans la ville durant l'année :
- mai, « Festival international de théâtre » ;
- juin, « Vacances en musique » ;
- août, « Festival international de folklore ».

Plusieurs musées de premier ordre existent à Piatra Neamț :
- Le Musée d'Histoire (Muzeul de Historie), créé en 1934, offrant au visiteur ses collections archéologiques, Âge du bronze et culture dace notamment.
- Le Musée d'Art néolithique de Coucouteni (Muzeul de Artă eneolitică a culturii Cucuteni), ouvert en 2005 dans une belle construction datant de 1930 et qui présente la plus vaste et la plus riche collection d'œuvres d'art de la civilisation de Coucouteni-Tripolie.
- La Cour Princière (Exposiția Muzeală Curtea Domnească), où sont présentés les objets trouvés sur le site durant les fouilles archéologiques.
- Le Musée d'Art (Muzeul de Artă), ouvert en 1980, qui possède de nombreuses œuvres de Lascăr Vorel.
- Le Musée d'Ethnographie (Muzeul de Etnografie) qui présente les costumes et objets populaires et de nombreux aspects de la vie des paysans de la vallée de la Bistrița.
- Le Muséum d'Histoire naturelle (Muzeul de Științe Naturale), qui possède une grande collection ichtyologique.

### Information
Piatra Neamț dispose de quatre chaînes de télévision locale, de trois stations de radio émettant en modulation de fréquence, plusieurs journaux et un site internet informatif pour les jeunes : CityNeamț.

## Tourisme

### Monuments
L'ensemble touristique et monumental le plus visité de Piatra Neamț est la Cour Princière, construite sous le règne d'Étienne le Grand (Ștefan cel Mare) dans la deuxième moitié du XVe siècle au cœur de la vieille ville : on y voit les vestiges de la Cour Princière (Curtea Domnească), de la Tour du Clocher (Turnul Clopotniței), (19 m de haut) et de l'église St-Jean-Baptiste (Biserica Sf. Ioan de style moldave avec des éléments byzantins, gothiques et des ornements locaux, disques de céramique).
Autres monuments historiques :
- La Citadelle de Bâtca Doamnei, située à 4 km au sud-ouest de la ville, site archéologique où furent trouvés de nombreux témoignages de la civilisation de Coucouteni-Tripolie, de l'âge du bronze et de la culture dace.
- La synagogue, édifice en bois construit en 1766 à la limite orientale de la Cour Princière et préservée des destructions des années 1940.
- L'église en bois de la Transfiguration dans le village de Văleni construite en 1574 sous le règne de Pierre IV Rareș, Prince de Moldavie.
- L'église en bois de la Dormition de la Mère de Dieu dans le village de Vânători et datant de 1774.
- L'église de la Bonne Nouvelle de 1740.
- L'église St-Nicolas de 1796.
- L'ermitage de Doamna de 1790, sur la rive droite de la Bistrița.

Piatra Neamț possède aussi plusieurs maisons remarquables comme la Maison Ivașcu (XIXe siècle) ou la Maison Lalu (1912).

### Autres sites
Un téléphérique, offrant de belles vues sur la ville et son environnement, permet d'accéder au Mont Cozla, site naturel tout à fait remarquable et doté de pistes de ski enneigées tout l'hiver.

## Sports
Piatra Neamț est le siège de plusieurs clubs sportifs.
- Le FC Ceahlăul Piatra Neamț, club de football engagé dans le Championnat de Roumanie de football.
- Le HCM Piatra Neamț, club masculin de handball.
- Le CV Unic Piatra Neamț, club féminin de volley-ball.

De nombreux concours hippiques nationaux et internationaux sont organisés à l'hippodrome (Baza hipică) de la ville.

## Personnalités
- Calistrat Hogaș (1847-1917), écrivain, qui a vécu et est mort à Piatra Neamț[9].
- Lascăr Vorel, né à Piatra Neamț, (1879-1918) peintre expressionniste.
- Jean Juster, né à Piatra Neamț (1881-1915), avocat et historien.
- Emil Calmanovici (en), né à Piatra Neamț, (1896-1956), industriel, soutien du Parti communiste roumain dans les années 1930, mort dans les prisons communistes après leur prise du pouvoir.
- Victor Brauner, né à Piatra Neamț, (1903-1966), peintre, qui vécut en France à partir des années 1930.
- Jacques Hérold, né à Piatra Neamț, (1910-1987), peintre surréaliste, qui vécut en France à partir des années 1930.
- Constantin Lăcătușu (en), (1961-), alpiniste qui fut le premier Roumain à vaincre l'Everest en 1995.
- Bogdan Țăruș, (1975-), sauteur en longueur.
- Esther Lamandier, spécialiste française de la musique hébraïque dont la famille paternelle est originaire de Piatra Neamț.

## Jumelages
La ville de Piatra Neamț est jumelée avec :
- Roanne (France) depuis 1992 et les villes de Villerest, Mably et Riorges qui font partie de l'agglomération roannaise. l'Origine du jumelage revient à Jean Auroux (maire de la ville de Roanne à cette époque) ainsi qu'à Bertrand Jeune, Frédéric Guenat et Jean-Yves Berger, tous 3 membres de l'association Amitié France Roumanie, plus d'infos sur http://afr42.free.fr
- Alpharetta (États-Unis) depuis 2001
- Hlyboka (Ukraine) depuis 1992
- Orhei (Moldavie) depuis 1992
- Kiryat-Malakhi (Israël) depuis 1992
- Lod (Israël) depuis 1995
- Beinasco (Italie) depuis 2001
- Manilva (Espagne) depuis 2002